# Commissaire à l'interception des communications
Le commissaire à l'interception des communications (en anglais, Interception of Communications Commissioner) était un organe de  la réglementation des communications au Royaume-Uni, créé par l'article 57 du Regulation of Investigatory Powers Act 2000, et auparavant par l'article 8 de l'Interception of Communications Act 1985 (en). Ces deux lois concernent la surveillance des communications des Britanniques.
Le commissaire à l'interception des communications a pour mission principale de vérifier que les agences gouvernementales agissent conformément aux lois en vigueur en ce qui concerne l'interception des communications. Il a également pour mission de surveiller les mandats d'interception émis par le secrétaire d'État à l'Intérieur.
En 2016, le commissaire à l'interception des communications est remplacé par le commissaire général d'investigation par l'Investigatory Powers Act 2016.

## Commissaires
- 1985-1992 : Sir Anthony Lloyd (en)
- 1992-1994 : Sir Thomas Bingham
- 1994-2000 : Lord Nolan
- 2000-2006 : Sir Swinton Thomas (en)
- 2006-2012 : Sir Paul Kennedy (en)[5]
- 2013-2015 : Sir Anthony May (en)[6]
  - Sir Paul Kennedy a occupé le poste de commissaire par intérim pendant l'absence de Sir Anthony May de juillet à décembre 2014[7],[8].
- 2015-2017 : Sir Stanley Burnton (en)[9]